# Nazar Kulczycki
Nazar Kulczycki (ukr. Назар Кульчицький; ur. 3 czerwca 1992) – ukraiński, a od 2009 roku amerykański zapaśnik walczący w stylu wolnym. Srebrny medalista mistrzostw panamerykańskich w 2018. Trzeci na ME kadetów w 2008 roku.
Zawodnik Prairie du Chien High School i University of Wisconsin–Oshkosh. Trzy razy All American (2012–2014). Pierwszy w 2012, 2013 i 2014 w NCAA Division III i tam Outstanding Wrestler w 2014 roku.
Urodził się w miejscowości Sosnówka.